# Mu'nas Dabbur
Mu'nas Dabbur (ou Moanes Dabbur, Mu'nas Dabour, em árabe: مؤنس دبور   , em hebraico:  מואנס דאבור  ; Nazaré - 14 de maio de 1992) é um jogador de futebol que joga como atacante no Shabab Al Ahli, dos Emirados Árabes Unidos.

## Vida pregressa
Nasceu em Nazaré, Israel, em uma família árabe-israelense muçulmana de ascendência palestina. Seu irmão, Anas Dabbur, também é jogador de futebol, e atualmente joga como meio -campista do Maccabi Ahi Nazareth . O pai de Dabbur, Kasam, morreu em um acidente de carro em 2009.

## Carreira do clube

### Maccabi Tel Aviv
Dabbur começou sua carreira nas academias de jovens Maccabi Nazareth e Maccabi Tel Aviv. Ele fez sua estreia sênior no Maccabi Tel Aviv em 2011. Em 2011-12, ele participou de 26 partidas do campeonato pelo Maccabi, marcando oito gols.
Na temporada 2012-2013, ele fez parte do time do Maccabi que venceu o campeonato israelense após uma seca de dez anos, proporcionando ao time 10 gols em 26 partidas. O Dabbur começou a temporada com dois gols importantes em 27 de agosto de 2011 contra o Maccabi Haifa, gols que foram descritos como "extremamente cruciais" para o resto da temporada na disputa pela conquista do título.

Dabbur terminou a temporada após uma lesão por um período de um mês durante o aquecimento para o derby contra o Hapoel Tel Aviv em 6 de abril de 2013.

### Sevilla
Em 17 de janeiro de 2019, Dabbur concordou com os termos para ingressar no clube espanhol Sevilla FC . Ele concordou com um contrato de quatro anos, mas permaneceu no Salzburgo até o final da temporada. Dabbur estreou-se na Liga espanhola contra o Osasuna na jornada 16, entrando como substituto de Óliver Torres aos 78 minutos.

### Hoffenheim
Em 7 de janeiro de 2020, foi divulgado que a Dabbur assinou um contrato até 2024 com o TSG 1899 Hoffenheim pelo valor reportado de 12 milhões de euros.
Em 2013, Dabbur fez parte da seleção nacional sub-21 de Israel, que disputou o Campeonato da Europa Sub-21 da UEFA de 2013, que aconteceu em Israel. O Dabbur começou em duas das três partidas durante a fase de grupos do torneio, contra as seleções sub-21 da Inglaterra e da Itália .
Em maio de 2014, Dabbur foi nomeado pelo técnico Eli Guttman para a seleção de 25 jogadores da seleção nacional de futebol israelense sênior para jogar dois amistosos contra o México e Honduras . Ele fez sua estreia principal contra Honduras na vitória por 4–2 em 1º de junho de 2014. Ele marcou seu primeiro gol pela seleção nacional contra Andorra em uma vitória por 4-0 em 3 de setembro de 2015, na qualificação para o Euro 2016 da UEFA .
| Não. | Encontro               | Local                               | Oponente           | Pontuação | Resultado | Concorrência                                   |
| ---- | ---------------------- | ----------------------------------- | ------------------ | --------- | --------- | ---------------------------------------------- |
| 1    | 3 de setembro de 2015  | Estádio Sammy Ofer, Haifa, Israel   | </img> Andorra     | 4 –0      | 4–0       | Qualificação UEFA Euro 2016                    |
| 2    | 15 de novembro de 2018 | Estádio Netanya, Netanya, Israel    | </img> Guatemala   | 3 –0      | 7–0       | Amigáveis                                      |
| 3    | 15 de novembro de 2018 | Estádio Netanya, Netanya, Israel    | </img> Guatemala   | 4 –0      | 7–0       | Amigáveis                                      |
| 4    | 24 de março de 2019    | Estádio Sammy Ofer, Haifa, Israel   | </img> Áustria     | 4 -1      | 4-2       | Qualificação UEFA Euro 2020                    |
| 5    | 15 de outubro de 2019  | Estádio Turner, Be'er Sheva, Israel | </img> Letônia     | 1 –0      | 3-1       | Qualificação UEFA Euro 2020                    |
| 6    | 15 de outubro de 2019  | Estádio Turner, Be'er Sheva, Israel | </img> Letônia     | 3 -1      | 3-1       | Qualificação UEFA Euro 2020                    |
| 7    | 16 de novembro de 2019 | Estádio Teddy, Jerusalém, Israel    | </img> Polônia     | 1 -2      | 1-2       | Qualificação UEFA Euro 2020                    |
| 8    | 31 de março de 2021    | Estádio Zimbru, Chișinău, Moldávia  | </img> Moldova     | 4 -1      | 4-1       | Qualificação para a Copa do Mundo FIFA de 2022 |
| 9    | 1 de setembro de 2021  | Tórsvøllur, Tórshavn, Ilhas Faroe   | </img> ilhas Faroe | 3 –0      | 4–0       | Qualificação para a Copa do Mundo FIFA de 2022 |

- Melhor artilheiro da Swiss Super League: 2015–16
- Superliga suíça com mais assistências: 2015–16
- Melhor artilheiro da Bundesliga de futebol austríaca : 2017–18, 2018–19
- Jogador da temporada da Bundesliga de futebol austríaca : 2018–19